# Пржибрам (футбольний клуб)
ФК «Пржибрам» (чеськ. Fotbalový Klub Příbram a.s.) — чеський футбольний клуб з однойменного міста, заснований у 1928 році. Виступає у Другій лізі. По сезон чемпіонату 2016—2017 років виступав у Першій лізі. Домашні матчі приймає на стадіоні «На Літавце», місткістю 9 100 глядачів.